# Flachsee (Kyritz)
Der Flachsee ist ein See bei Kyritz im Landkreis Vorpommern-Greifswald in Mecklenburg-Vorpommern.
Das etwa 3,6 Hektar große Gewässer befindet sich im Gemeindegebiet von Krackow, 600 Meter südöstlich vom Ortszentrum in Kyritz entfernt. Der See hat keine natürlichen Ab- oder Zuflüsse. Die maximale Ausdehnung des Flachsees beträgt etwa 385 mal 200 Meter.